# Сууре-Роотсі
Суре-Ротсі — село в Естонії, у повіті Сааремаа, волость Сааремаа.
До адміністративної реформи естонських органів місцевого самоврядування у 2017 році село належало до волості Піхтла.
В цьому селі, на фермі Ула народився письменник Альберт Уусулнд.
В селі знаходиться Гавань Ветта (гавань Керса).